# Liste der Kulturdenkmale in Oberoderwitz
In der Liste der Kulturdenkmale in Oberoderwitz sind die Kulturdenkmale des Ortsteils Oberoderwitz der sächsischen Gemeinde Oderwitz verzeichnet, die bis September 2024 vom Landesamt für Denkmalpflege Sachsen erfasst wurden (ohne archäologische Kulturdenkmale). Die Anmerkungen sind zu beachten.
Diese Aufzählung ist eine Teilmenge der Liste der Kulturdenkmale im Landkreis Görlitz.
Die Kulturdenkmale des Oderwitzer Ortsteils Niederoderwitz sind in der Liste der Kulturdenkmale in Niederoderwitz erfasst.

## Oberoderwitz
| Bild                                    | Bezeichnung | Lage                                                                       | Datierung | Beschreibung | ID       |
| --------------------------------------- | --- | -------------------------------------------------------------------------- | --- | --- | -------- |
| Direkt Bild zu diesem Denkmal hochladen | Dreibogige Straßenbrücke über die Eisenbahn | (Flurstück 2433/9) (Karte)                                                 | 1879 | Eisenbahnstrecke 6215 Bahnstrecke Oberoderwitz–Wilthen (km 4,091), drei hohe Bogen in Granit-Bruchstein, die Gewölbe mit Sandstein verkleidet, die Granit-Pfeiler mit Sandstein-Band, ein großes Widerlager auf der Westseite in Granit-Quadermauerwerk, die einzige verbliebene Bahnüberführung aus der Zeit, eisenbahngeschichtlich, ingenieurtechnisch und baugeschichtlich bedeutsam | 09307374 |
| Direkt Bild zu diesem Denkmal hochladen | Bachbett des Landwassers in bestimmten Bereichen, partiell Ufermauern in Granit, Treppenabgänge, Steindeckerbrücken und Zuläufe | (entlang des Landwassers)                                                  | | Orts- und baugeschichtlicher Wert | 09306082 |
| Direkt Bild zu diesem Denkmal hochladen | Sachgesamtheitsbestandteil der Sachgesamtheit Eisenbahn Löbau-Zittau, Abschnitt im Ortsteil Oberoderwitz | (Flurstücke 2426, 2427/1, 2425, 2424/1, 2419/4) (Karte)                    | 1848 eröffnet | Sachgesamtheitsbestandteil der Sachgesamtheit Eisenbahn Löbau–Zittau, Abschnitt im Ortsteil Oberoderwitz, mit folgenden Einzeldenkmalen: Viadukt (08962235), Eisenbahnbrücke über die Hauptstraße (08992560) und Bahnhof Oberoderwitz (08962333) sowie den Sachgesamtheitsteilen Trasse und Gleisanlage der Eisenbahn Löbau–Zittau (siehe auch Sachgesamtheitsdokument 08992544 in der Denkmalliste der Stadt Löbau); verkehrsgeschichtlich und technikgeschichtlich von Bedeutung | 08992559 |
| Weitere Bilder                          | Sachgesamtheit Königlich-Sächsische Triangulierung ("Europäische Gradmessung im Königreich Sachsen"); Station 43 Spitzberg | (auf dem Spitzberg) (Karte)                                                | Bezeichnet mit 1864 | Triangulationssäule und umlaufendes Geländer; Station 2. Ordnung, vermessungsgeschichtlich von Bedeutung; Die Säule ist als identischer Punkt noch heute Bestandteil aktueller trigonometrischer Netze. Sie besteht aus einem Stein, der am Boden achteckig (teilw. ausgebrochen) und am Schaft zylindrisch geformt ist. Die Inschrift „Station / SPITZBERG / der / Kön:Sächs: / Triangulirung / 1864“ ist sehr gut erhalten, wobei die Abkürzung Kön für „Königlich“ herausgemeißelt wurde, 2010 jedoch ergänzt wurde. Die Schrift zeigt in südliche Richtung. Am Zylinderschaft sind noch die abgebrochenen Reste des ehemaligen Höhenbolzens sichtbar. Auf dem Plateau sind zwei exzentrische Festlegungen erhalten. Es besteht auf Grund der exponierten Lage freie Rundumsicht. | 09303171 |
| Weitere Bilder                          | Spritzenhaus | Adlerberg (Ecke Hauptstraße) (Karte)                                       | Um 1900 | Ortsgeschichtlich von Bedeutung, ein Klinkerbau | 09301472 |
| Direkt Bild zu diesem Denkmal hochladen | Brücke, davor Wegestein | Adlerberg (Ecke Hauptstraße) (Karte)                                       | Bezeichnet mit 1838 | Baugeschichtlich und verkehrsgeschichtlich von Bedeutung | 08962130 |
| Direkt Bild zu diesem Denkmal hochladen | Meilenstein | Adlerberg (Karte)                                                          | Nach 1858 | Königlich-Sächsischer Meilenstein, vermutlich ehemaliger Halbmeilenstein, verkehrsgeschichtlich von Bedeutung | 09305724 |
| Weitere Bilder                          | Dreiseithof mit Wohnstallhaus (Umgebinde) und Seitengebäude | Adlerberg 3 (Karte)                                                        | 1. Hälfte 19. Jahrhundert, im Kern älter (Wohnstallhaus); bezeichnet mit 1843 (Seitengebäude)                                            | Baugeschichtlich und sozialgeschichtlich von Bedeutung, Hof im ursprünglichen Aussehen weitgehend erhalten, Verlegerhaus, Umgebinde mit Profilsäulen, schönes barockes Eingangsportal (Sandsteintürstock) | 08962114 |
| Weitere Bilder                          | Wohnhaus (Umgebinde) | Adlerberg 4 (Karte)                                                        | Wahrscheinlich 18. Jahrhundert | Baugeschichtlich und sozialgeschichtlich von Bedeutung, eingeschossiges Umgebindehaus, vermutlich eine Häuslerei | 08962131 |
| Weitere Bilder                          | Wohnstallhaus (Umgebinde), Seitengebäude (Scheune mit Ausgedinge, Umgebinde) und zwei weitere Wirtschaftsgebäude | Adlerberg 9, 11 (Karte)                                                    | 1. Hälfte 19. Jahrhundert (Wohnstallhaus); bezeichnet mit 189… (Seitengebäude)                                                           | Baugeschichtlich und sozialgeschichtlich von Bedeutung, ein dominanter, strukturprägender Vierseithof, Fachwerk zweifarbig verschiefert, Umgebinde mit Profilsäulen | 08962132 |
| Weitere Bilder                          | Wohnhaus (Umgebinde) mit Anbau | Ahornallee 1 (Karte)                                                       | 1. Hälfte 19. Jahrhundert, Anbau 1920er Jahre                                                                                            | Baugeschichtlich und ortsgeschichtlich von Bedeutung, vermutlich der Ursprungsbau der benachbarten Färberei, der spätere Anbau im Heimatstil | 09301476 |
|                                         | Wohnhaus (Umgebinde) mit Anbau | Ahornallee 3 (Karte)                                                       | Um 1800 | Baugeschichtlich von Bedeutung, eingeschossiges Umgebindehaus mit zweigeschossigem Anbau, Fachwerk ornamental verschiefert | 08962217 |
| Direkt Bild zu diesem Denkmal hochladen | Wohnhaus (Umgebinde) | Am Dorfbach 1 (Karte)                                                      | Um 1800 | Baugeschichtlich von Bedeutung, Fachwerk verbrettert, ortsbildprägend, weitgehend im ursprünglichen Aussehen erhalten | 08962196 |
| Direkt Bild zu diesem Denkmal hochladen | Wohnhaus (Umgebinde) | Am Dorfbach 19 (Karte)                                                     | 2. Hälfte 19. Jahrhundert | Baugeschichtlich von Bedeutung, Fachwerk verschiefert, spätes Beispiel regionaltypischer Holzbauweise, Umgebinde mit Profilsäulen | 08962209 |
| Direkt Bild zu diesem Denkmal hochladen | Kriegerdenkmal für die Gefallenen des Ersten Weltkrieges | Am Dorfbach 21 (nahe dem Sportplatz) (Karte)                               | Nach 1918 | Ortsgeschichtlich von Bedeutung | 08962208 |
| Direkt Bild zu diesem Denkmal hochladen | Wohnhaus (Umgebinde) | Am Dorfbach 23 (Karte)                                                     | 1. Hälfte 19. Jahrhundert, womöglich noch etwas älter                                                                                    | Baugeschichtlich von Bedeutung, Fachwerk teilweise verbrettert, in regionaltypischem Volksbaucharakter erhalten, schöner Türstock | 08962216 |
| Direkt Bild zu diesem Denkmal hochladen | Wohnhaus (Umgebinde) mit Einfriedung des Grundstücks | Am Grundwasser 2 (Karte)                                                   | 1. Hälfte 19. Jahrhundert, Kern womöglich älter                                                                                          | Baugeschichtlich von Bedeutung, zweifarbig verschiefertes Fachwerk-Obergeschoss, Dachhecht | 08962336 |
| Weitere Bilder                          | Viadukt Oderwitz (Einzeldenkmal zu ID-Nr. 08992559) | Am Viadukt (km 38,737) (Karte)                                             | 1846–1848 | Einzeldenkmal der Sachgesamtheit Eisenbahn Löbau–Zittau; vielbogige Eisenbahnbrücke, technik- und verkehrsgeschichtlich bedeutend, Bestandteil der Eisenbahnstrecke Löbau-Zittau als einer der ältesten Strecken der Region | 08962235 |
| Weitere Bilder                          | Wohnhaus (Umgebinde) und Seitengebäude | Am Viadukt 1 (Karte)                                                       | Wahrscheinlich mehrere Bauphasen, Kern vor 1800                                                                                          | Baugeschichtlich und wirtschaftsgeschichtlich von Bedeutung, Obergeschoss Fachwerk, schöner Türstock, ein kleines Zweiseit-Anwesen in ortsbildprägender Lage, Seitengebäude in Fachwerk | 08962265 |
| Weitere Bilder                          | Wohnstallhaus (Umgebinde) | Am Wehr 3 (Karte)                                                          | 18. Jahrhundert | Baugeschichtlich von Bedeutung, Fachwerk ornamental verschiefert, altertümliche Konstruktion am Umgebinde-Teil erhalten, hausgeschichtlich von Interesse | 08962142 |
| Weitere Bilder                          | Wohnhaus (Umgebinde) | Am Wehr 4 (Karte)                                                          | Um 1800 | Baugeschichtlich von Bedeutung, Obergeschoss Fachwerk verschiefert | 08962141 |
| Weitere Bilder                          | Wohnhaus (Umgebinde) | Am Wehr 6 (Karte)                                                          | Bezeichnet mit 1851 (Türgewände) | Baugeschichtlich von Bedeutung, Obergeschoss Fachwerk, Giebelseite verschiefert, mit reizvoller Blockstuben-Verschalung, schöner Türstock, Umgebinde mit Profilsäulen | 08962143 |
| Weitere Bilder                          | Wohnhaus (Umgebinde) | An der Gärtnerei 4 (Karte)                                                 | 1. Hälfte 19. Jahrhundert | Baugeschichtlich von Bedeutung, Obergeschoss Fachwerk, zweifarbig verschiefert, regionaltypisches Aussehen | 08962233 |
| Direkt Bild zu diesem Denkmal hochladen | Wohnhaus (Umgebinde) | Bäckergasse 4 (Karte)                                                      | Um 1850 | Baugeschichtlich von Bedeutung, eingeschossiges Umgebindehaus | 08962364 |
| Direkt Bild zu diesem Denkmal hochladen | Wohnhaus (Umgebinde) | Bäckergasse 6 (Karte)                                                      | 2. Hälfte 19. Jahrhundert | Baugeschichtlich von Bedeutung, Obergeschoss Fachwerk, gut im Aussehen erhalten, ein Beispiel später regionaltypischer Holzbauweise, hausgeschichtlich interessant | 08962360 |
| Direkt Bild zu diesem Denkmal hochladen | Wohnhaus (Umgebinde) über Hakengrundriss | Bäckergasse 8 (Karte)                                                      | Um 1850 | Baugeschichtlich von Bedeutung, einstöckiges Umgebindehaus zum Teil mit Drempel, die Giebel verschiefert | 08962361 |
| Weitere Bilder                          | Wohnhaus (Umgebinde) | Behnerberg 2 (Karte)                                                       | Um 1800 | Baugeschichtlich von Bedeutung, Fachwerk verbrettert, Giebelseite verschiefert, regionaltypische Gestaltung | 08962115 |
| Weitere Bilder                          | Wohnhaus (Umgebinde) | Behnerberg 4 (Karte)                                                       | 1. Hälfte 19. Jahrhundert | Baugeschichtlich von Bedeutung, Obergeschoss Fachwerk, schönes Korbbogenportal, Dachhecht | 09301473 |
| Weitere Bilder                          | Wohnhaus (Umgebinde) | Berggasse 2 (Karte)                                                        | 1876 (Auskunft) | Baugeschichtlich von Bedeutung, Obergeschoss Fachwerk, hochgradig im ursprünglichen Aussehen wiederhergestellt, stark ortsbildprägend | 08962167 |
| Weitere Bilder                          | Wohnhaus (Umgebinde) | Berggasse 4 (Karte)                                                        | 1. Hälfte 19. Jahrhundert | Baugeschichtlich von Bedeutung, eingeschossiges Umgebindehaus, weitgehend im ursprünglichen Aussehen erhalten | 08962433 |
| Direkt Bild zu diesem Denkmal hochladen | Wohnhaus | Birkenweg 3 (Karte)                                                        | Um 1800 | Baugeschichtlich von Bedeutung, Fachwerk verschiefert, alter Baukörper ortsbildprägend | 08962197 |
| Direkt Bild zu diesem Denkmal hochladen | Wohnhaus (Umgebinde) | Birkenweg 7 (Karte)                                                        | 1. Hälfte 19. Jahrhundert | Baugeschichtlich und sozialgeschichtlich von Bedeutung, eingeschossiges Umgebindehaus, hochgradig im ursprünglichen Aussehen erhalten, bemerkenswerter hölzerner Türstock | 08962200 |
| Direkt Bild zu diesem Denkmal hochladen | Wohnhaus | Birkenweg 9 (Karte)                                                        | 2. Hälfte 19. Jahrhundert | Baugeschichtlich von Bedeutung, Fachwerk verkleidet, Dachhecht, Konstruktion weitgehend erhalten, wichtiger Strukturbestandteil der Auenbebauung | 08962202 |
| Direkt Bild zu diesem Denkmal hochladen | Wohnhaus (Umgebinde) | Birkenweg 11 (Karte)                                                       | Um 1800 | Baugeschichtlich von Bedeutung, Obergeschoss Fachwerk verkleidet, Strukturbestandteil der Auenbebauung, weitgehend ursprünglich erhalten | 08962199 |
| Direkt Bild zu diesem Denkmal hochladen | Gedenkstein | Birkmühlstraße (westlich der Birkmühle) (Karte)                            | | Ortsgeschichtlich von Bedeutung, Monolith, Grabmal des Freiherrn von Peschwitz | 08962423 |
| Direkt Bild zu diesem Denkmal hochladen | Wohnhaus (Umgebinde) | Birkmühlstraße 1 (Karte)                                                   | 1. Hälfte 19. Jahrhundert | Baugeschichtlich von Bedeutung, Doppelstubenhaus, Fachwerk zweifarbig verschiefert, Konstruktion weitgehend original erhalten | 08962383 |
| Direkt Bild zu diesem Denkmal hochladen | Scheune eines Dreiseithofes | Birkmühlstraße 5 (Karte)                                                   | Um 1850 | Baugeschichtlich und wirtschaftsgeschichtlich von Bedeutung, mächtige Fachwerkscheune, aufwendige Konstruktion mit Kreuzstrebenfachwerk | 08962378 |
| Direkt Bild zu diesem Denkmal hochladen | Wohnhaus (Umgebinde) | Birkmühlstraße 6 (Karte)                                                   | 18. Jahrhundert | Baugeschichtlich von Bedeutung, Doppelstubenhaus, Fachwerk zweifarbig verschiefert | 08962377 |
| Weitere Bilder                          | Birkmühle | Birkmühlstraße 12 (Karte)                                                  | Bezeichnet mit 1869 (Wetterfahne) | Bockwindmühle; baugeschichtlich und technikgeschichtlich von Bedeutung, ein Wahrzeichen von Oderwitz | 08962153 |
| Direkt Bild zu diesem Denkmal hochladen | Wohnhaus | Dammweg 4 (Karte)                                                          | 1. Hälfte 19. Jahrhundert, womöglich etwas älter                                                                                         | Baugeschichtlich von Bedeutung, Fachwerk-Obergeschoss verbrettert, in alter Konstruktion erhalten (womöglich ehemaliges Nebengebäude des Hauses Dorfstraße 5) | 08962133 |
| Direkt Bild zu diesem Denkmal hochladen | Brücke | Dorfstraße (hinter Fleischergasse) (Karte)                                 | Bezeichnet mit 1867 (Schlussstein) | Baugeschichtlich und verkehrsgeschichtlich von Bedeutung | 08962365 |
|                                         | Brücke | Dorfstraße (Dammweg) (Karte)                                               | 19. Jahrhundert | Baugeschichtlich und verkehrsgeschichtlich von Bedeutung | 08962116 |
| Direkt Bild zu diesem Denkmal hochladen | Brücke | Dorfstraße (nahe Abzweig Birkmühlstraße) (Karte)                           | Um 1880 | Baugeschichtlich und verkehrsgeschichtlich von Bedeutung | 09301481 |
| Weitere Bilder                          | Wohnhaus (Umgebinde) | Dorfstraße 3 (Karte)                                                       | Um 1800 | Baugeschichtlich von Bedeutung, Obergeschoss Fachwerk verschiefert, einfaches Beispiel regionaltypischer Holzbauweise | 08962118 |
| Weitere Bilder                          | Wohnhaus (Umgebinde) | Dorfstraße 5 (Karte)                                                       | 2. Hälfte 18. Jahrhundert | Baugeschichtlich und sozialgeschichtlich von Bedeutung, stattliches und ortsbildprägendes Umgebindehaus, vermutlich ehemaliges Verlegerhaus, hochgradig ursprünglich erhalten, Obergeschoss Fachwerk, Umgebinde mit Profilsäulen, mit bemerkenswertem barocken Eingangsportal (Sandsteintürstock) | 08962117 |
| Weitere Bilder                          | Wohnhaus (Umgebinde) | Dorfstraße 7 (Karte)                                                       | Um 1850 | Baugeschichtlich von Bedeutung, Obergeschoss Fachwerk, ortsbildprägend | 08962122 |
| Weitere Bilder                          | Wohnhaus (Umgebinde) | Dorfstraße 10 (Karte)                                                      | Um 1800, womöglich etwas älter | Baugeschichtlich von Bedeutung, Fachwerk-Obergeschoss zum Teil zweifarbig verschiefert, weitgehend im ursprünglichen Aussehen erhalten, ortsbildprägend | 08962120 |
| Weitere Bilder                          | Wohnhaus (Umgebinde) | Dorfstraße 11 (Karte)                                                      | Um 1850, Kern womöglich älter | Baugeschichtlich von Bedeutung, Obergeschoss Fachwerk, an ortsbildprägender Stelle | 08962126 |
| Weitere Bilder                          | Wohnhaus (Umgebinde) | Dorfstraße 12 (Karte)                                                      | Bezeichnet mit 1842 (Türgewände) | Baugeschichtlich von Bedeutung, Doppelstubenhaus, Obergeschoss Fachwerk, Umgebinde mit Profilsäulen, bemerkenswertes klassizistisches Eingangsportal (Granittürstock), ortsbildprägend | 08962121 |
| Weitere Bilder                          | Wohnhaus (Umgebinde) | Dorfstraße 14 (Karte)                                                      | 18. Jahrhundert, womöglich noch älter | Baugeschichtlich von Bedeutung, Obergeschoss Fachwerk, weitgehend ursprünglich erhalten mit altertümlicher Konstruktion | 08962123 |
| Weitere Bilder                          | Wohnhaus (Umgebinde) | Dorfstraße 16 (Karte)                                                      | 18. Jahrhundert | Baugeschichtlich von Bedeutung, Obergeschoss Fachwerk verkleidet, gut in Konstruktion und Aussehen erhalten, wichtiger Strukturbestandteil der Auenbebauung | 08962124 |
| Direkt Bild zu diesem Denkmal hochladen | Brücke | Dorfstraße 18 (bei) (Karte)                                                | 19. Jahrhundert | Baugeschichtlich und verkehrsgeschichtlich von Bedeutung | 08962125 |
| Weitere Bilder                          | Wohnhaus (Umgebinde) | Dorfstraße 20 (Karte)                                                      | 1. Hälfte 19. Jahrhundert, Kern womöglich älter                                                                                          | Baugeschichtlich von Bedeutung, Fachwerk-Obergeschoss verbrettert | 08962128 |
| Weitere Bilder                          | Wohnhaus (Umgebinde) | Dorfstraße 21 (Karte)                                                      | 18. Jahrhundert | Baugeschichtlich von Bedeutung, Obergeschoss Fachwerk verkleidet, in Aussehen und Konstruktion weitgehend ursprünglich erhalten | 08962144 |
| Weitere Bilder                          | Wohnhaus (Umgebinde) | Dorfstraße 22 (Karte)                                                      | Bezeichnet mit 1833, womöglich älter | Baugeschichtlich von Bedeutung, Doppelstubenhaus, Fachwerk-Obergeschoss zum Teil verkleidet, schöner Granittürstock, ortsbildprägend | 08962145 |
| Weitere Bilder                          | Wohnhaus (Umgebinde) | Dorfstraße 23 (Karte)                                                      | Um 1850 | Baugeschichtlich von Bedeutung, Obergeschoss Fachwerk, regional- und zeittypischer Ständerengstand der Fachwerkkonstruktion, ortsbildprägend | 08962147 |
| Weitere Bilder                          | Wohnhaus (Umgebinde) | Dorfstraße 24 (Karte)                                                      | 1. Hälfte 19. Jahrhundert | Baugeschichtlich und sozialgeschichtlich von Bedeutung, einstöckiges Umgebindehaus, ortsbildprägend | 08962146 |
| Weitere Bilder                          | Bertholdmühle: Mühlenanwesen mit Wohnmühlenhaus einschließlich viergeschossigem Mühlentrakt, in rechtem Winkel angebautem Gebäude für Absackerei und Verladung sowie Silo | Dorfstraße 25 (Karte)                                                      | Erwähnt 1793 (Mühle); bezeichnet mit 1801 (Türgewände); 1933 (Silo); 1939 (Neu- oder Umbau Mühlentrakt); 1952 (Verladung und Absackerei) | Baugeschichtlich und technikgeschichtlich von Bedeutung, schönes Eingangsportal am Wohnhaus, ein entscheidend auenbildprägendes Mühlenanwesen von ortshistorischer Bedeutung | 08962149 |
|                                         | Wohnhaus (Umgebinde) | Dorfstraße 26 (Karte)                                                      | 18. Jahrhundert | Baugeschichtlich von Bedeutung, Obergeschoss Fachwerk verkleidet, trotz einiger Veränderungen weitgehend im ursprünglichen Charakter erhalten | 08962148 |
| Weitere Bilder                          | Wohnhaus (Umgebinde) | Dorfstraße 27 (Karte)                                                      | 18. Jahrhundert | Baugeschichtlich von Bedeutung, Obergeschoss Fachwerk, ornamental verschiefert, weitgehend im ursprünglichen Charakter erhalten und Strukturbestandteil der Ortsbebauung | 08962150 |
| Weitere Bilder                          | Gasthaus „Zur Brennerei“ (Umgebinde) | Dorfstraße 35 (Karte)                                                      | Bezeichnet mit 1820 (Türgewände) | Baugeschichtlich und ortshistorisch von Bedeutung, Obergeschoss Fachwerk verkleidet, mit ungewöhnlich breitem Umgebinde | 08962431 |
| Weitere Bilder                          | Wohnhaus (Umgebinde) | Dorfstraße 36 (Karte)                                                      | Um 1850 | Baugeschichtlich von Bedeutung, Obergeschoss Fachwerk zweifarbig verschiefert, regionaltypisches Aussehen | 08962156 |
| Weitere Bilder                          | Wohnhaus (Umgebinde) | Dorfstraße 40 (Karte)                                                      | 1. Hälfte 19. Jahrhundert | Baugeschichtlich von Bedeutung, Obergeschoss Fachwerk, ungewöhnlich verbrettert (mit Pilastergliederung) | 08962159 |
| Weitere Bilder                          | Wohnhaus (Umgebinde) | Dorfstraße 41 (Karte)                                                      | Um 1800 | Baugeschichtlich von Bedeutung, einstöckiges Umgebindehaus, in der Konstruktion weitgehend erhalten, Strukturbestandteil der Ortsbebauung | 08962154 |
| Weitere Bilder                          | Wohnhaus (Umgebinde) | Dorfstraße 42 (Karte)                                                      | Um 1850 | Baugeschichtlich von Bedeutung, Obergeschoss Fachwerk, Dachhecht, weitgehend im ursprünglichen Aussehen erhalten | 08962160 |
| Weitere Bilder                          | Wohnhaus (Umgebinde) | Dorfstraße 44 (Karte)                                                      | Um 1850 | Baugeschichtlich von Bedeutung, Obergeschoss Fachwerk verschiefert | 08962161 |
| Weitere Bilder                          | Wohnhaus (Umgebinde) | Dorfstraße 45 (Karte)                                                      | 2. Hälfte 19. Jahrhundert | Baugeschichtlich von Bedeutung, Obergeschoss Fachwerk verkleidet, in der Konstruktion erhalten, an ortsbildprägender Stelle | 08962155 |
| Weitere Bilder                          | Wohnhaus (Umgebinde) | Dorfstraße 49 (Karte)                                                      | Um 1850 | Baugeschichtlich von Bedeutung, Obergeschoss Fachwerk, weitgehend im ursprünglichen Sinne erneuert | 08962157 |
| Weitere Bilder                          | Wohnhaus (Umgebinde) | Dorfstraße 51 (Karte)                                                      | Um 1850 | Baugeschichtlich von Bedeutung, Obergeschoss Fachwerk, Fachwerk an der Giebelseite verschiefert | 08962158 |
| Weitere Bilder                          | Wohnhaus (Umgebinde) | Dorfstraße 55 (Karte)                                                      | Um 1850 | Baugeschichtlich von Bedeutung, Obergeschoss Fachwerk, schöner Granittürstock, ungewöhnlich breites Umgebinde, hochgradig im ursprünglichen Sinne erhalten, ortsbildprägend | 08962179 |
| Weitere Bilder                          | Wohnhaus (Umgebinde) | Dorfstraße 57 (Karte)                                                      | 1. Hälfte 19. Jahrhundert | Baugeschichtlich von Bedeutung, Doppelstubenhaus, Obergeschoss Fachwerk verkleidet | 08962180 |
| Weitere Bilder                          | Wohnhaus (Umgebinde) mit Anbau | Dorfstraße 59 (Karte)                                                      | 18. Jahrhundert und später | Baugeschichtlich, wissenschaftlich und hausgeschichtlich von Bedeutung, Obergeschoss Fachwerk zweifarbig verschiefert, Seltenheit: Umgebinde im Oberstock des Anbaus | 08962181 |
|                                         | Wohnstallhaus (Umgebinde) mit seitlichem Anbau | Dorfstraße 70 (Karte)                                                      | Um 1850 | Baugeschichtlich von Bedeutung, Obergeschoss Fachwerk verkleidet | 08962214 |
| Direkt Bild zu diesem Denkmal hochladen | Wohnstallhaus (Umgebinde) eines Bauernhofes | Dorfstraße 71 (Karte)                                                      | Um 1800 | Baugeschichtlich von Bedeutung, Obergeschoss Fachwerk verkleidet, trotz einiger Veränderungen weitgehend in der Konstruktion erhalten | 08962182 |
|                                         | Wohnhaus (Umgebinde) | Dorfstraße 74 (Karte)                                                      | Um 1800 | Baugeschichtlich von Bedeutung, Obergeschoss Fachwerk verkleidet, in Konstruktion und Aussehen weitgehend ursprünglich erhalten | 08962213 |
| Direkt Bild zu diesem Denkmal hochladen | Wohnhaus (Umgebinde) | Dorfstraße 75 (Karte)                                                      | 18. Jahrhundert | Baugeschichtlich von Bedeutung, Obergeschoss Fachwerk, größtenteils verschiefert, Dachhecht, Beispiel der alten Ortsbebauung | 08962183 |
| Direkt Bild zu diesem Denkmal hochladen | Wohnhaus (Umgebinde) | Dorfstraße 77 (Karte)                                                      | Um 1850 | Baugeschichtlich von Bedeutung, Obergeschoss Fachwerk verkleidet, mit schöner Dachgestaltung | 08962190 |
|                                         | Wohnhaus (Umgebinde) | Dorfstraße 78 (Karte)                                                      | 1872 (Auskunft) | Baugeschichtlich von Bedeutung, Doppelstubenhaus, Obergeschoss Fachwerk, schöner Granittürstock, Dachhecht, weitgehend im ursprünglichen Aussehen erhalten, ortsbildprägend | 08962212 |
|                                         | Wohnstallhaus (Umgebinde) | Dorfstraße 79 (Karte)                                                      | 18. Jahrhundert | Baugeschichtlich von Bedeutung, Obergeschoss Fachwerk verputzt, Giebelseite verbrettert; trotz untypischem Verputz in der Konstruktion weitgehend erhaltenes Beispiel älterer Holzbauweise | 08962189 |
| Weitere Bilder                          | Wohnstallhaus (Umgebinde) | Dorfstraße 81 (Karte)                                                      | Bezeichnet mit 1862 (Türgewände) | Baugeschichtlich von Bedeutung, Obergeschoss Fachwerk verschiefert, schöner Türstock, regionaltypisches Aussehen, Zeugnis später Holzbauweise | 08962188 |
|                                         | Wohnhaus (Umgebinde) über winkelförmigem Grundriss | Dorfstraße 84 (Karte)                                                      | 1. Hälfte 19. Jahrhundert | Baugeschichtlich von Bedeutung, Obergeschoss Fachwerk zum Teil böhmisch verbrettert, schöner Granittürstock, weitgehend in Konstruktion und Aussehen erhalten | 08962207 |
|                                         | Wohnhaus (Umgebinde) | Dorfstraße 88 (Karte)                                                      | 18. Jahrhundert | Baugeschichtlich und sozialgeschichtlich von Bedeutung, Obergeschoss Fachwerk, in Aussehen und Konstruktion erhalten | 08962222 |
| Weitere Bilder                          | Wohnhaus (Umgebinde) | Dorfstraße 89 (Karte)                                                      | Um 1850 | Baugeschichtlich von Bedeutung, Doppelstubenhaus, Umgebinde mit Profilsäulen, Obergeschoss Fachwerk verschiefert | 08962203 |
| Weitere Bilder                          | Wohnhaus (Umgebinde) | Dorfstraße 92 (Karte)                                                      | 2. Hälfte 19. Jahrhundert | Baugeschichtlich von Bedeutung, Doppelstubenhaus, Obergeschoss Fachwerk verschiefert (zum Teil zweifarbig), schöner Türstock, Dachhecht, spätes Beispiel ländlicher Holzbauweise | 08962244 |
|                                         | Wohnstallhaus (Umgebinde) eines Dreiseithofes | Dorfstraße 93 (Karte)                                                      | Bezeichnet mit 1873 | Baugeschichtlich von Bedeutung, Obergeschoss Fachwerk verkleidet | 08962215 |
| Weitere Bilder                          | Wohnstallhaus (Umgebinde) | Dorfstraße 96 (Karte)                                                      | 1. Hälfte 19. Jahrhundert, womöglich älter                                                                                               | Baugeschichtlich von Bedeutung, Obergeschoss Fachwerk verschiefert, Dachhecht | 08962266 |
| Weitere Bilder                          | Wohnhaus (Umgebinde) | Dorfstraße 100 (Karte)                                                     | Um 1800 | Baugeschichtlich und sozialgeschichtlich von Bedeutung, eingeschossiges Umgebindehaus, Relikt der alten Ortsbebauung | 08962237 |
| Weitere Bilder                          | Wohnhaus (Umgebinde) | Dorfstraße 104 (Karte)                                                     | Bezeichnet mit 1849 (Türgewände) | Baugeschichtlich von Bedeutung, Obergeschoss Fachwerk, schöner Granittürstock, ungewöhnlich breites Umgebinde, Dachhecht, stattlicher Vertreter regionaltypischer Holzbauweise in ortsbildprägender Lage | 08962335 |
|                                         | Wohnhaus (Umgebinde) | Dorfstraße 105 (Karte)                                                     | Um 1850 | Baugeschichtlich von Bedeutung, Obergeschoss Fachwerk mit orts- und zeittypischem Ständerengstand, schöner Türstock, Dachhecht, gut im ursprünglichen Aussehen erhalten | 08962211 |
|                                         | Wohnhaus (Umgebinde) | Dorfstraße 109 (Karte)                                                     | Bezeichnet mit 1878 (Türgewände) | Baugeschichtlich von Bedeutung, Obergeschoss Fachwerk mit typischem Ständerengstand, schöner Türstock, Dachhecht, spätes Beispiel regionaltypischer Holzbauweise | 08962219 |
| Direkt Bild zu diesem Denkmal hochladen | Wohnhaus (Umgebinde) | Dorfstraße 111 (Karte)                                                     | 2. Hälfte 19. Jahrhundert | Baugeschichtlich von Bedeutung, Obergeschoss Fachwerk, schöner Türstock, spätes Beispiel regionaltypischer Holzbauweise | 08962221 |
| Direkt Bild zu diesem Denkmal hochladen | Wohnhaus (Umgebinde) | Dorfstraße 112 (Karte)                                                     | Um 1850 | Baugeschichtlich von Bedeutung, Obergeschoss Fachwerk, Giebelseite verbrettert | 08962426 |
|                                         | Wohnhaus (Umgebinde) | Dorfstraße 113 (Karte)                                                     | 18. Jahrhundert, womöglich noch älter | Baugeschichtlich und hausgeschichtlich von Bedeutung, Obergeschoss Fachwerk, Fachwerk in alter Konstruktionsform (Kreuzstreben), gehört der älteren Holzbaugeneration an | 08962220 |
|                                         | Wohnhaus (Umgebinde) | Dorfstraße 114 (Karte)                                                     | 18. Jahrhundert, womöglich älter | Baugeschichtlich von Bedeutung, Obergeschoss Fachwerk, trotz leichter Veränderungen in der Konstruktion in Kubatur und Dachstuhl erhalten, Beispiel der älteren Generation noch erhaltener regionaltypischer Holzbauweise | 08962425 |
|                                         | Wohnhaus (Umgebinde) | Dorfstraße 115 (Karte)                                                     | 1. Hälfte 19. Jahrhundert | Baugeschichtlich und sozialgeschichtlich von Bedeutung, eingeschossiges Umgebindehaus, Dachhecht, weitgehend im ursprünglichen Aussehen erhalten, Bestandteil der Ortsbaustruktur | 08962223 |
| Direkt Bild zu diesem Denkmal hochladen | Wohnhaus (Umgebinde) | Dorfstraße 116 (Karte)                                                     | 2. Hälfte 19. Jahrhundert | Baugeschichtlich von Bedeutung, Obergeschoss Fachwerk zweifarbig verschiefert | 08962349 |
|                                         | Wohnhaus (Umgebinde) | Dorfstraße 117 (Karte)                                                     | Konstruktion 18. Jahrhundert | Baugeschichtlich von Bedeutung, Doppelstubenhaus, schöner Türstock, Obergeschoss Fachwerk, teils verputzt, teils verbrettert, zum großen Teil in alter Konstruktion erhalten | 08962224 |
|                                         | Wohnhaus (Umgebinde) mit rückwärtigem Anbau | Dorfstraße 119 (Karte)                                                     | Ende 18. Jahrhundert | Baugeschichtlich von Bedeutung, Obergeschoss Fachwerk, Fachwerk-Konstruktion weitgehend intakt | 08962225 |
| Weitere Bilder                          | Wohnhaus (Umgebinde) über Hakengrundriss | Dorfstraße 121 (Karte)                                                     | 1. Hälfte 19. Jahrhundert | Baugeschichtlich von Bedeutung, Obergeschoss Fachwerk, Dachhecht, Bestandteil der im ursprünglichen Aussehen erhaltenen Ortsbebauung | 08962251 |
| Direkt Bild zu diesem Denkmal hochladen | Wohnhaus (Umgebinde) | Dorfstraße 122 (Karte)                                                     | 1. Hälfte 19. Jahrhundert | Baugeschichtlich von Bedeutung, Obergeschoss Fachwerk, zweifarbig ornamental verschiefert | 08962347 |
|                                         | Wohnhaus (Umgebinde) | Dorfstraße 123 (Karte)                                                     | 18. Jahrhundert, womöglich noch älter | Baugeschichtlich von Bedeutung, Obergeschoss Fachwerk verkleidet, ortsbildprägend, womöglich hohes Alter | 08962250 |
| Weitere Bilder                          | Wohnhaus (Umgebinde) | Dorfstraße 125 (Karte)                                                     | Wahrscheinlich 18. Jahrhundert | Baugeschichtlich von Bedeutung, Obergeschoss Fachwerk, zweifarbig ornamental verschiefert, ortsbildprägend | 08962249 |
| Weitere Bilder                          | Wohnhaus (Umgebinde) | Dorfstraße 129 (Karte)                                                     | 1. Hälfte 19. Jahrhundert | Baugeschichtlich und sozialgeschichtlich von Bedeutung, eingeschossiges Umgebindehaus, prägt das Ortsbild mit | 08962247 |
| Direkt Bild zu diesem Denkmal hochladen | Wohnstallhaus (Umgebinde) | Dorfstraße 130 (Karte)                                                     | 18. Jahrhundert | Baugeschichtlich von Bedeutung, Obergeschoss Fachwerk verbrettert, Beispiel der älteren Generation der Holzbauweise | 08962345 |
| Weitere Bilder                          | Wohnstallhaus (Umgebinde) | Dorfstraße 131 (Karte)                                                     | 1. Hälfte 19. Jahrhundert | Baugeschichtlich von Bedeutung, Obergeschoss Fachwerk, schöner Türstock, Dachhecht, von stark ortsbildprägendem Charakter | 08962246 |
| Weitere Bilder                          | Wohnhaus (Umgebinde) | Dorfstraße 133 (Karte)                                                     | Um 1900 | Baugeschichtlich von Bedeutung, Obergeschoss Fachwerk, Dachhecht, weitgehend ursprünglich erhaltenes Beispiel der letzten Phase ländlicher Holzbauweise | 08962245 |
|                                         | Wohnhaus (Umgebinde) | Dorfstraße 137 (Karte)                                                     | Um 1800 | Baugeschichtlich von Bedeutung, Obergeschoss Fachwerk | 08962243 |
| Direkt Bild zu diesem Denkmal hochladen | Wohnhaus (Umgebinde) | Dorfstraße 138 (Karte)                                                     | Wahrscheinlich 1. Hälfte 18. Jahrhundert                                                                                                 | Baugeschichtlich von Bedeutung, Obergeschoss Fachwerk in gut erhaltener alter Konstruktion, Beispiel der älteren Generation regionaltypischer Holzbauweise | 08962370 |
|                                         | Wohnhaus (Umgebinde) | Dorfstraße 141 (Karte)                                                     | 1. Hälfte 19. Jahrhundert | Baugeschichtlich von Bedeutung, Obergeschoss Fachwerk verkleidet, Konstruktion erhalten | 08962241 |
| Weitere Bilder                          | Wohnhaus (Umgebinde) | Dorfstraße 143 (Karte)                                                     | Wohl 18. Jahrhundert | Baugeschichtlich von Bedeutung, mit weitgehend unversehrtem und verkleidetem Fachwerkobergeschoss | 08962242 |
| Direkt Bild zu diesem Denkmal hochladen | Wohnhaus (Umgebinde) | Dorfstraße 144 (Karte)                                                     | Um 1850 | Baugeschichtlich von Bedeutung, Obergeschoss Fachwerk, Dachhecht, in der Fachwerk-Konstruktion im Wesentlichen erhalten | 08962421 |
| Direkt Bild zu diesem Denkmal hochladen | Wohnhaus (Umgebinde) | Dorfstraße 146 (Karte)                                                     | Um 1850 | Baugeschichtlich von Bedeutung, Obergeschoss Fachwerk verkleidet, ungewöhnlich reichverziertes Umgebinde | 08962422 |
| Direkt Bild zu diesem Denkmal hochladen | Wohnhaus | Dorfstraße 150 (Karte)                                                     | Nach 1800 | Ehemaliges Umgebindehaus, baugeschichtlich von Bedeutung, Obergeschoss Fachwerk verschiefert, weitgehend in der Konstruktion erhalten | 08962413 |
| Weitere Bilder                          | Wohnstallhaus (Umgebinde) | Dorfstraße 151 (Karte)                                                     | 18. Jahrhundert, womöglich noch älter, verschiedene Bauphasen                                                                            | Baugeschichtlich von Bedeutung, Obergeschoss Fachwerk, Giebelseite verbrettert, Dachhecht, hochgradig im ursprünglichen Aussehen erhalten, ortsbildprägend | 08962234 |
| Direkt Bild zu diesem Denkmal hochladen | Wohnstallhaus (Umgebinde) | Dorfstraße 155 (Karte)                                                     | 18. Jahrhundert | Baugeschichtlich von Bedeutung, Obergeschoss Fachwerk zweifarbig verschiefert, trotz Eingriffen in die Fachwerk-Konstruktion wegen Kubatur und Dachstuhl bemerkenswert, Beispiel der älteren Generation noch erhaltener Holzbauweise | 08962427 |
| Direkt Bild zu diesem Denkmal hochladen | Wohnstallhaus (Umgebinde) | Dorfstraße 159 (Karte)                                                     | Um 1850 | Baugeschichtlich von Bedeutung, Obergeschoss Fachwerk teilweise verbrettert | 08962348 |
| Direkt Bild zu diesem Denkmal hochladen | Wohnstallhaus (Umgebinde) | Dorfstraße 163 (Karte)                                                     | Um 1700, womöglich 17. Jahrhundert | Baugeschichtlich und wissenschaftlich von Bedeutung, Obergeschoss Fachwerk, schöner Türstock, Dachhecht, von besonderem architektonischem Interesse, wohl eines der ältesten Häuser der Region | 08962346 |
| Direkt Bild zu diesem Denkmal hochladen | Wohnhaus (Umgebinde) | Dorfstraße 167 (Karte)                                                     | Um 1720 | Baugeschichtlich von Bedeutung, Obergeschoss Fachwerk, Fachwerk-Konstruktion unversehrt, bemerkenswert im Aussehen erhaltenes Beispiel der älteren Generation von Holzbauweise | 08962344 |
| Direkt Bild zu diesem Denkmal hochladen | Wohnhaus (Umgebinde) | Dorfstraße 177 (Karte)                                                     | 1. Hälfte 19. Jahrhundert | Baugeschichtlich von Bedeutung, Doppelstubenhaus, Obergeschoss Fachwerk, Dachhecht, das Ortsbild mitprägender Bestandteil des reizvollen Auenambientes | 08962366 |
| Direkt Bild zu diesem Denkmal hochladen | Wohnhaus (Umgebinde) | Dorfstraße 179 (Karte)                                                     | 1. Hälfte 19. Jahrhundert | Baugeschichtlich von Bedeutung, Obergeschoss Fachwerk verkleidet, Konstruktion intakt, ortsbildprägender Bestandteil der reizvollen Auenbebauung | 08962367 |
| Direkt Bild zu diesem Denkmal hochladen | Wohnhaus (Umgebinde), baulich verbunden mit Nr. 183 | Dorfstraße 181 (Karte)                                                     | Um 1800 | Baugeschichtlich von Bedeutung, Obergeschoss Fachwerk, ortsbildprägender Bestandteil der reizvollen Auenbebauung | 08962368 |
| Direkt Bild zu diesem Denkmal hochladen | Wohnhaus (Umgebinde), baulich verbunden mit Nr. 181 | Dorfstraße 183 (Karte)                                                     | 2. Hälfte 18. Jahrhundert | Baugeschichtlich von Bedeutung, Obergeschoss Fachwerk verschiefert, ursprüngliche Konstruktion erhalten | 08962369 |
| Direkt Bild zu diesem Denkmal hochladen | Wohnhaus (Umgebinde) | Dorfstraße 191 (Karte)                                                     | 18. Jahrhundert | Baugeschichtlich von Bedeutung, Doppelstubenhaus, Obergeschoss Fachwerk, stattliches Beispiel regionaltypischer Holzbauweise, ortsbildprägender Bestandteil der reizvollen Auenbebauung | 08962371 |
| Direkt Bild zu diesem Denkmal hochladen | Wohnhaus (Umgebinde) | Dorfstraße 195 (Karte)                                                     | 18. Jahrhundert | Baugeschichtlich von Bedeutung, Obergeschoss Fachwerk, Fachwerk-Konstruktion intakt, ortsbildprägender Bestandteil der reizvollen Auenbebauung | 08962372 |
| Direkt Bild zu diesem Denkmal hochladen | Wohnhaus (Umgebinde) | Dorfstraße 197 (Karte)                                                     | 1. Hälfte 19. Jahrhundert, womöglich älter                                                                                               | Baugeschichtlich von Bedeutung, Obergeschoss Fachwerk verkleidet, Dachhecht, Konstruktion ursprünglich erhalten | 08962373 |
| Direkt Bild zu diesem Denkmal hochladen | Wohnhaus (Umgebinde) | Dorfstraße 199 (Karte)                                                     | 18. Jahrhundert | Baugeschichtlich von Bedeutung, Obergeschoss Fachwerk mit schöner böhmischer Verbretterung, ortsbildprägend | 08962374 |
| Direkt Bild zu diesem Denkmal hochladen | Wohnhaus (Umgebinde) | Dorfstraße 205 (Karte)                                                     | 17./18. Jahrhundert | Baugeschichtlich, wissenschaftlich und hausgeschichtlich von Bedeutung, teilweise Langständerbau mit Kreuzstreben, bemerkenswert durch großen Dachüberstand, auch ehemaliger Wirtschaftsteil zum Teil noch in Holzbauweise, Zeugnis zweier noch erkennbarer Bauphasen der regionaltypischen Holzbauweise | 08962376 |
| Direkt Bild zu diesem Denkmal hochladen | Wohnhaus (Umgebinde) | Dorfstraße 207 (Karte)                                                     | 1. Hälfte 19. Jahrhundert | Baugeschichtlich von Bedeutung, Obergeschoss Fachwerk zum Teil verschiefert, Dachhecht, mit ortstypischer Konstruktion | 08962420 |
| Direkt Bild zu diesem Denkmal hochladen | Wohnhaus | Dorfstraße 209 (Karte)                                                     | 18. Jahrhundert | Baugeschichtlich von Bedeutung, Obergeschoss Fachwerk verbrettert, alter Baukörper | 08962419 |
| Direkt Bild zu diesem Denkmal hochladen | Wohnhaus (Umgebinde) | Dorfstraße 213 (Karte)                                                     | 1. Hälfte 19. Jahrhundert | Baugeschichtlich von Bedeutung, Doppelstubenhaus, Obergeschoss Fachwerk | 09301482 |
| Direkt Bild zu diesem Denkmal hochladen | Wohnhaus (Umgebinde) | Dorfstraße 215 (Karte)                                                     | Um 1800 | Baugeschichtlich von Bedeutung, Obergeschoss Fachwerk, schöner Granittürstock, Umgebinde mit kannelierten Säulen | 08962416 |
| Direkt Bild zu diesem Denkmal hochladen | Wohnhaus (Umgebinde) | Dorfstraße 221 (Karte)                                                     | 1. Hälfte 19. Jahrhundert | Baugeschichtlich von Bedeutung, Obergeschoss Fachwerk, Umgebinde mit kannelierten Säulen | 08962418 |
| Weitere Bilder                          | Wohnhaus (Umgebinde) | Eibauer Weg 1 (Karte)                                                      | 1. Hälfte 19. Jahrhundert | Baugeschichtlich von Bedeutung, schöner Granittürstock, Obergeschoss Fachwerk verbrettert | 08962119 |
| Direkt Bild zu diesem Denkmal hochladen | Wohnstallhaus (Umgebinde) | Fleischergasse 2 (Karte)                                                   | Wahrscheinlich Ende 18. Jahrhundert | Baugeschichtlich von Bedeutung, Obergeschoss Fachwerk, Giebelseite verschiefert, Umgebinde mit kannelierten Säulen, prägt das Ortsbild mit | 08962343 |
| Direkt Bild zu diesem Denkmal hochladen | Wohnhaus (Umgebinde) | Fleischergasse 4 (Karte)                                                   | 18. Jahrhundert | Baugeschichtlich von Bedeutung, Doppelstubenhaus, Obergeschoss Fachwerk verkleidet, gedrungener alter Baukörper, ältere Generation regionaltypischer Holzbauweise | 08962342 |
| Direkt Bild zu diesem Denkmal hochladen | Wohnhaus (Umgebinde) | Gasstraße 1 (Karte)                                                        | Um 1800 | Baugeschichtlich von Bedeutung, Obergeschoss Fachwerk, trotz An- und Umbauten weitgehend in der Fachwerk-Konstruktion erhalten | 08962407 |
| Direkt Bild zu diesem Denkmal hochladen | Wohnhaus (Umgebinde) | Gasstraße 5 (Karte)                                                        | 1. Hälfte 19. Jahrhundert | Baugeschichtlich von Bedeutung, Obergeschoss Fachwerk, Fachwerk-Konstruktion erhalten | 08962406 |
| Direkt Bild zu diesem Denkmal hochladen | Wohnhaus (Umgebinde) | Grubenstraße 2 (Karte)                                                     | 18. Jahrhundert | Baugeschichtlich von Bedeutung, Obergeschoss Fachwerk, Giebelseite verschiefert, Dachhecht, Beispiel für die ältere Generation regionaltypischer Holzbauweise | 08962358 |
| Direkt Bild zu diesem Denkmal hochladen | Wohnhaus (Umgebinde) | Gutfeld 1 (Karte)                                                          | Um 1800 | Baugeschichtlich von Bedeutung, Obergeschoss Fachwerk, schöner Granittürstock, ortsbildtypisch | 08962396 |
| Direkt Bild zu diesem Denkmal hochladen | Wohnhaus (Umgebinde) | Gutfeld 10 (Karte)                                                         | Um 1800 | Baugeschichtlich von Bedeutung, Obergeschoss Fachwerk, Fachwerk-Konstruktion erhalten | 08962397 |
| Direkt Bild zu diesem Denkmal hochladen | Wohnhaus (Umgebinde) | Gutfeld 13 (Karte)                                                         | Um 1800 | Baugeschichtlich von Bedeutung, Obergeschoss Fachwerk regionaltypisch verschiefert | 08962398 |
| Direkt Bild zu diesem Denkmal hochladen | Wohnhaus (Umgebinde) | Gutfeld 17 (Karte)                                                         | Um 1800 | Baugeschichtlich von Bedeutung, Obergeschoss Fachwerk verkleidet | 08962399 |
| Direkt Bild zu diesem Denkmal hochladen | Wohnhaus (Umgebinde) mit Scheune | Gutfeld 20 (Karte)                                                         | Um 1800 | Bau- und wirtschaftsgeschichtlich von Bedeutung, am Wohnhaus Fachwerk verbrettert, regionaltypisch | 08962401 |
|                                         | Eisenbahnbrücke über die Hauptstraße (Einzeldenkmal zu ID-Nr. 08992559) | Hauptstraße (Karte)                                                        | 1846–1848 | Einzeldenkmal der Sachgesamtheit Eisenbahn Löbau–Zittau; verkehrs- und technikgeschichtlich von Bedeutung, Bestandteil der Eisenbahnstrecke Löbau-Zittau als einer der ältesten Strecken der Region | 08992560 |
|                                         | Wohnhaus (Umgebinde) | Hauptstraße 18 (Karte)                                                     | 2. Hälfte 19. Jahrhundert | Baugeschichtlich von Bedeutung, Doppelstubenhaus, schöner Granittürstock, Fachwerk zweifarbig verschiefert, ortsbildprägend | 08962164 |
| Direkt Bild zu diesem Denkmal hochladen | Wohnhaus (Umgebinde) | Hauptstraße 22 (Karte)                                                     | 2. Hälfte 19. Jahrhundert | Baugeschichtlich von Bedeutung, Doppelstubenhaus, schöner Granittürstock, Obergeschoss Fachwerk verkleidet | 08962163 |
| Direkt Bild zu diesem Denkmal hochladen | Wohnhaus (Umgebinde) | Hauptstraße 23 (Karte)                                                     | Um 1850 | Doppelstubenhaus, Obergeschoss Fachwerk verkleidet, Krüppelwalmdach mit Hecht, orts- und baugeschichtliche Bedeutung | 09307509 |
| Direkt Bild zu diesem Denkmal hochladen | Wohnhaus (Umgebinde) | Hauptstraße 26 (Karte)                                                     | 2. Hälfte 19. Jahrhundert | Baugeschichtlich von Bedeutung, Doppelstubenhaus, Obergeschoss Fachwerk aufwendig ornamental verbrettert (Pilastergliederung, florale Elemente), schöner Granittürstock, weitgehend im ursprünglichen Aussehen erhalten | 08962162 |
| Direkt Bild zu diesem Denkmal hochladen | Wohnhaus (Umgebinde) eines Vierseithofes | Hauptstraße 35 (Karte)                                                     | Um 1850, Kern wahrscheinlich älter | Baugeschichtlich von Bedeutung, Fachwerk-Obergeschoss verbrettert | 08962193 |
|                                         | Wohnhaus (Umgebinde) | Hauptstraße 43 (Karte)                                                     | Um 1900 | Baugeschichtlich von Bedeutung, eingeschossig mit Drempel, historisierend, Einflüssen des Schweizerstils (Freigespärre), gut im Detail erhalten | 08962192 |
| Direkt Bild zu diesem Denkmal hochladen | Kontorhaus und Produktionsgebäude (u. a. mit Shedhalle) einer Fabrik | Hauptstraße 44 (Karte)                                                     | Um 1910/1920 | Baugeschichtlich, ortsgeschichtlich und künstlerisch-architektonisch von Bedeutung, einheitlich im Reformstil um 1910 gebaut und gut erhalten, mit wertvollen gestalterischen Details (Farbglasfenster im Treppenhaus, originale Türen etc.) | 08962204 |
| Direkt Bild zu diesem Denkmal hochladen | Schlauchturm (Steigerturm) | Hauptstraße 51 (Karte)                                                     | Bezeichnet mit 1894 (Tafel) | Ortsgeschichtlich von Bedeutung, ein Ziegelsteinbau | 08962186 |
| Direkt Bild zu diesem Denkmal hochladen | Wohnhaus (Umgebinde) | Hauptstraße 52 (Karte)                                                     | 1. Hälfte 19. Jahrhundert | Baugeschichtlich von Bedeutung, Obergeschoss Fachwerk | 09301475 |
|                                         | Wohnstallhaus (Umgebinde) | Hauptstraße 61 (Karte)                                                     | Um 1850, Kern womöglich älter | Baugeschichtlich von Bedeutung, Obergeschoss Fachwerk verschiefert, Giebelseite verbrettert | 08962205 |
|                                         | Wohnhaus (Umgebinde) | Hauptstraße 63 (Karte)                                                     | 2. Hälfte 19. Jahrhundert | Baugeschichtlich von Bedeutung, Obergeschoss Fachwerk aufwendig ornamental verbrettert, Umgebinde mit Profilsäulen, schöner Türstock, Fenster mit Dreiecksgiebelverdachungen, Dachhecht, besterhaltenes Gebäude seiner Art im Ort, straßenbildprägend | 08962206 |
| Weitere Bilder                          | Kirche (mit Ausstattung) und der umgebende Kirchhof mit Einfriedung, Kriegerdenkmal für die Gefallenen des Ersten Weltkrieges, Gedenktafel für J. Chr. Berthold an der Kirche und einigen Grabstätten sowie an der Hauptstraße dem älteren Kirchhof gegenüberliegend ein weiterer Friedhof (Gartendenkmal) mit Einfriedung und diversen Grabmalen | Hauptstraße 66 (Karte)                                                     | Bezeichnet mit 1817–1819 (Tafel auf der Ostseite); nach 1918 (Kriegerdenkmal)                                                            | Baugeschichtlich, künstlerisch, kunstgeschichtlich und ortsbildprägend von Bedeutung, die Kirche ein klassizistischer Saalbau, der Turm mit schlanker Haube und spitzer Laterne, der separate Friedhof mit gärtnerisch anspruchsvoller Gestaltung (Lebensbaumhecken in kreisförmiger Anordnung) | 08962252 |
|                                         | Kinderheim (Lutherhaus) | Hauptstraße 68 (Karte)                                                     | Um 1905 | Baugeschichtlich von Bedeutung, einheitliche Baugruppe im frühen Heimatstil der Zeit um 1910, direkt neben der Kirche gelegen | 08962256 |
| Direkt Bild zu diesem Denkmal hochladen | Wohnhaus (Umgebinde) | Hauptstraße 70 (Karte)                                                     | 2. Hälfte 19. Jahrhundert | Baugeschichtlich von Bedeutung, Obergeschoss Fachwerk mit schöner ornamentierter Verbretterung, Dachhecht | 08962257 |
|                                         | Wohnhaus (Umgebinde) | Hauptstraße 74 (Karte)                                                     | 2. Hälfte 19. Jahrhundert | Baugeschichtlich von Bedeutung, Doppelstubenhaus, Obergeschoss Fachwerk, einfaches Beispiel später regionaltypischer Holzbauweise | 08962259 |
| Direkt Bild zu diesem Denkmal hochladen | Pfarrhaus | Hauptstraße 75 (Karte)                                                     | Um 1880 | Pfarrhaus von Oberoderwitz, bauhistorisch und ortshistorisch von Interesse, ein Gründerzeitgebäude | 08962255 |
| Weitere Bilder                          | Wohnhaus (Umgebinde) und Scheune eines Zweiseithofes | Hauptstraße 83 (Karte)                                                     | Bezeichnet mit 1842 (Türgewände) | Baugeschichtlich von Bedeutung, stattliches Doppelstubenhaus, schönes Eingangsportal, Fachwerk des Wohnhauses zum großen Teil verschiefert, die Fachwerk-Scheune von recht bemerkenswerter Ursprünglichkeit (Kreuzstreben) | 08962258 |
| Weitere Bilder                          | Wohnhaus (Umgebinde) | Hauptstraße 87 (Karte)                                                     | Bezeichnet mit 1845 (Türgewände) | Baugeschichtlich von Bedeutung, Doppelstubenhaus, Obergeschoss Fachwerk zweifarbig verschiefert, straßenbildprägend | 08962260 |
| Weitere Bilder                          | Wohnhaus (Umgebinde) mit Einfriedung | Hauptstraße 88 (Karte)                                                     | Um 1900 | Baugeschichtlich von Bedeutung, Obergeschoss Fachwerk mit aufwendiger ornamentaler Verbretterung, an ortsbildprägender Stelle | 08962264 |
| Weitere Bilder                          | Bahnhof Oberoderwitz mit Empfangsgebäude, dann nach Süden das alte Wirtschaftsgebäude, der zweiständige Lokschuppen, das Wasserhaus (mit Wasseranzeiger) mit angebautem Güterschuppen, die historische Drehscheibe (gebaut für die K.S.St.E.B.) am Gleis 8 zu den Lokschuppengleisen 4 und 5, das weit südliche Stellwerk W 1, das dem Empfangsgebäude leicht nach Süden verschoben gegenüberliegende Lagergebäude (Güterschuppen), nördlich des Bahnhofs das Stellwerk W 3 mit Postenhäusel daneben, außerdem drei sächsische Wasserkräne (jeweils nördlich von W 3 und W 1 und süd-westlich des Lokschuppens), Einzeldenkmale zu ID-Nr. 08992559 | Hauptstraße 92 (Karte)                                                     | 1863 | Einzeldenkmale der Sachgesamtheit Eisenbahn Löbau-Zittau; baugeschichtlich, ortsgeschichtlich, eisenbahngeschichtlich und technikgeschichtlich von Bedeutung | 08962333 |
| Direkt Bild zu diesem Denkmal hochladen | Wohnstallhaus und Scheune eines Vierseithofes | Hauptstraße 94 (Karte)                                                     | Bezeichnet mit 1835 | Baugeschichtlich und wirtschaftsgeschichtlich von Bedeutung, am Wohnhaus schönes Eingangsportal (Granittürstock), Anwesen äußerst stattlich | 09301477 |
| Direkt Bild zu diesem Denkmal hochladen | Wohnstallhaus (Umgebinde) | Hauptstraße 95 (Karte)                                                     | 18. Jahrhundert | Baugeschichtlich von Bedeutung, Obergeschoss Fachwerk zweifarbig verschiefert, Konstruktion erhalten | 08962261 |
| Weitere Bilder                          | Wohnhaus (Umgebinde) | Hauptstraße 97 (Karte)                                                     | Bezeichnet mit 1886 (Türgewände) | Baugeschichtlich von Bedeutung, Obergeschoss Fachwerk, spätes Beispiel regionaltypischer Holzbauweise, straßenbildprägend | 08962262 |
| Weitere Bilder                          | Wohnhaus (Umgebinde), Scheune und Seitengebäude | Hauptstraße 98 (Karte)                                                     | Bezeichnet mit 1837 (Türgewände) | Baugeschichtlich und wirtschaftsgeschichtlich von Bedeutung, am Wohnhaus das Fachwerk-Obergeschoss verschiefert, schönes Eingangsportal (Granittürstock), großer und ortsstrukturprägender Bauernhof | 08962356 |
|                                         | Ehemalige Textilfabrik (Weberei Paul Elias) | Hauptstraße 101 (Karte)                                                    | Um 1900 | Technikgeschichtlich, baugeschichtlich und ortsgeschichtlich von Bedeutung, ortsbildprägender Klinkerbau einer Weberei | 09301478 |
| Direkt Bild zu diesem Denkmal hochladen | Wohnhaus (Umgebinde) | Hauptstraße 104 (Karte)                                                    | 1. Hälfte 19. Jahrhundert, womöglich älter                                                                                               | Baugeschichtlich von Bedeutung, Obergeschoss Fachwerk verschiefert, an ortsbildprägender Stelle | 08962357 |
| Direkt Bild zu diesem Denkmal hochladen | Speichergebäude | Hauptstraße 110 (Karte)                                                    | 1910–1920 | Technikgeschichtlich von Bedeutung, ortsbildprägend | 08962362 |
| Direkt Bild zu diesem Denkmal hochladen | Wohnhaus mit integriertem Scheunenteil | Hauptstraße 112 (Karte)                                                    | Um 1850 | Baugeschichtlich und wirtschaftsgeschichtlich von Bedeutung, Obergeschoss Fachwerk, weitgehend original erhalten, ortsbildprägend | 08962388 |
| Direkt Bild zu diesem Denkmal hochladen | Wohnstallhaus (Umgebinde), Stallgebäude (mit Oberlaube) und zwei Seitengebäude (Scheunen) eines Bauernhofes | Hauptstraße 115 (Karte)                                                    | 18. Jahrhundert (Wohnstallhaus); Kern vielleicht vor 18. Jahrhundert (Stallscheune)                                                      | Baugeschichtlich, wirtschaftsgeschichtlich und sozialgeschichtlich von Bedeutung, das Umgebindehaus zum Teil mit verbrettertem Fachwerk-Obergeschoss, ein in der Struktur gut erhaltener Bauernhof von ortsbildprägender Wirkung, dokumentiert die Entwicklung der Ortsbebauung | 08962350 |
|                                         | Wohnhaus (Umgebinde) | Hauptstraße 119 (Karte)                                                    | 2. Hälfte 19. Jahrhundert | Baugeschichtlich von Bedeutung, Obergeschoss Fachwerk zum Teil ornamental verbrettert, Dachhecht, ortsbildtypisch | 08962354 |
| Weitere Bilder                          | Wohnstallhaus (Umgebinde) mit integriertem Scheunenteil | Hauptstraße 121 (Karte)                                                    | Bezeichnet mit 1850 (Türgewände), womöglich älter                                                                                        | Baugeschichtlich und wirtschaftsgeschichtlich von Bedeutung, Obergeschoss Fachwerk zweifarbig verschiefert, schöner Granittürstock, Umgebinde mit kannelierten Säulen | 08962355 |
| Direkt Bild zu diesem Denkmal hochladen | Wohnstallhaus (Umgebinde), drei Seitengebäude (eines mit Kumthalle) sowie Torbogen eines Vierseithofes | Hauptstraße 133 (Karte)                                                    | Kern 1. Hälfte 18. Jahrhundert (Wohnstallhaus); bezeichnet mit 1880 (Seitengebäude)                                                      | Baugeschichtlich, wirtschaftsgeschichtlich und sozialgeschichtlich von Bedeutung, Fachwerk-Obergeschoss am Wohnstallhaus zum Teil verschiefert, Bauernhof im Ortskontext singulär, da nur hier alle vier Seiten eines Vierseithofes original erhalten | 08962359 |
| Weitere Bilder                          | Wohnstallhaus (Umgebinde) | Hauptstraße 137 (Karte)                                                    | 18. Jahrhundert | Baugeschichtlich von Bedeutung, Obergeschoss Fachwerk, Relikt älterer Holzbauweise in veränderter Umgebung | 08962363 |
| Direkt Bild zu diesem Denkmal hochladen | Wohnstallhaus (Umgebinde) und Seitengebäude (mit Oberlaube) eines Zweiseithofes | Hauptstraße 140 (Karte)                                                    | 1. Hälfte 19. Jahrhundert | Baugeschichtlich und wirtschaftsgeschichtlich von Bedeutung, stattliches Wohnstallhaus, Obergeschoss Fachwerk, gut im ursprünglichen Aussehen erhaltener, Scheune verbrettert, Giebel am Wohnhaus mit Sonnenmotiv verbrettert, straßenbildprägender Bauernhof | 08962384 |
| Direkt Bild zu diesem Denkmal hochladen | Wohnhaus (Umgebinde) | Hauptstraße 143 (Karte)                                                    | 18. Jahrhundert | Baugeschichtlich von Bedeutung, stattliches Gebäude, Obergeschoss Fachwerk mit schöner Zierverbretterung (Pilaster), ortsbildprägend | 08962389 |
| Direkt Bild zu diesem Denkmal hochladen | Wohnhaus (Umgebinde) und im Winkel angebauter massiver Wohnteil | Hauptstraße 147 (Karte)                                                    | Bezeichnet mit 1797 (Umgebindehaus), Massivbau ähnlich                                                                                   | Baugeschichtlich von Bedeutung, Obergeschoss Fachwerk verbrettert, mit schönem Granitportal und originalen barocken Türblättern | 08962390 |
| Direkt Bild zu diesem Denkmal hochladen | Gartenhaus | Hauptstraße 149 (Karte)                                                    | Um 1905 | Malerisches hölzernes Gebäude, künstlerisch-handwerklich von Bedeutung, überwiegend in Holzkonstruktion mit zahlreichen Zierelementen, im Ort singulär | 08962387 |
| Direkt Bild zu diesem Denkmal hochladen | Wohnhaus (Umgebinde) | Hauptstraße 153 (Karte)                                                    | 18. Jahrhundert | Baugeschichtlich von Bedeutung, Obergeschoss Fachwerk | 08962395 |
| Direkt Bild zu diesem Denkmal hochladen | Gaststättengebäude (Weißer Kretscham) | Hauptstraße 165 (Karte)                                                    | Um 1840 | Von ortsgeschichtlicher und ortsbildprägender Bedeutung, Massivbau mit Mansarddach | 08962408 |
| Weitere Bilder                          | Wohnhaus (Umgebinde) | Hauptstraße 169 (Karte)                                                    | Bezeichnet mit 1872 (Türgewände) | Baugeschichtlich von Bedeutung, Obergeschoss Fachwerk, schöner Granittürstock, Dachhecht, Zeugnis der späten Holzbauweise | 08962411 |
| Weitere Bilder                          | Wohnhaus (Umgebinde) | Hauptstraße 171 (Karte)                                                    | Bezeichnet mit 1866 (Türgewände) | Baugeschichtlich von Bedeutung, Doppelstubenhaus, Obergeschoss Fachwerk, im ursprünglichen Aussehen erhaltenes Beispiel der späten Holzbauphase | 08962410 |
| Weitere Bilder                          | Berndtmühle | Hintere Dorfstraße 14a (oberhalb der Dorfstraße) (Karte)                   | Bezeichnet mit 1787 (Wetterfahne) | Bockwindmühle, baugeschichtlich und technikgeschichtlich von Bedeutung, im Aussehen weitgehend intakt, ein Wahrzeichen von Oderwitz | 08962227 |
| Direkt Bild zu diesem Denkmal hochladen | Armenhaus | Hintere Dorfstraße 15 (Karte)                                              | 2. Hälfte 19. Jahrhundert | Ortshistorische Bedeutung, spätklassizistisch traditionell mit flachem Mittelrisalit | 08962435 |
| Weitere Bilder                          | Wohnstallhaus (Umgebinde) | Hintere Dorfstraße 16 (Karte)                                              | Um 1800 | Baugeschichtlich von Bedeutung, Obergeschoss Fachwerk | 08962228 |
| Weitere Bilder                          | Wohnstallhaus und zwei Seitengebäude eines Dreiseithofes | Hintere Dorfstraße 19 (Karte)                                              | 1. Hälfte 19. Jahrhundert (Wohnstallhaus); 2. Hälfte 19. Jahrhundert (Seitengebäude)                                                     | Baugeschichtlich und wirtschaftsgeschichtlich von Bedeutung, Wohnstallhaus Obergeschoss Fachwerk, ehemaliges Umgebindehaus, ein in Struktur und Aussehen weitgehend erhaltener Waldhufen-Bauernhof | 08962226 |
| Weitere Bilder                          | Wohnhaus (Umgebinde) | Hintere Dorfstraße 24 (Karte)                                              | 1. Hälfte 19. Jahrhundert, womöglich älter                                                                                               | Baugeschichtlich von Bedeutung, schöner Granittürstock, Obergeschoss Fachwerk zweifarbig verschiefert, Giebel verbrettert | 08962232 |
| Direkt Bild zu diesem Denkmal hochladen | Wohnhaus (Umgebinde) | Hintere Dorfstraße 25 (Karte)                                              | Bezeichnet mit 1856 (Türstock) | Baugeschichtlich von Bedeutung, schöner Granittürstock, Obergeschoss Fachwerk im Giebel verbrettert, aufwendig verzierter Dachhecht | 08962231 |
| Direkt Bild zu diesem Denkmal hochladen | Wohnhaus (Umgebinde) | Hintere Dorfstraße 31 (Karte)                                              | Um 1850 | Baugeschichtlich von Bedeutung, Obergeschoss Fachwerk verkleidet, Dachhecht | 08962337 |
| Direkt Bild zu diesem Denkmal hochladen | Wohnhaus (Umgebinde) | Hintere Dorfstraße 35 (Karte)                                              | 1. Hälfte 19. Jahrhundert | Baugeschichtlich von Bedeutung, Obergeschoss Fachwerk regionaltypisch zweifarbig verschiefert, Dachhecht | 08962338 |
| Direkt Bild zu diesem Denkmal hochladen | Wohnhaus (Umgebinde) | Hintere Dorfstraße 37 (Karte)                                              | 1. Hälfte 19. Jahrhundert | Baugeschichtlich von Bedeutung, Obergeschoss Fachwerk zweifarbig verschiefert, Konstruktion erhalten, kurzer Dachhecht | 08962428 |
| Direkt Bild zu diesem Denkmal hochladen | Wohnhaus (Umgebinde) | Hintere Dorfstraße 39 (Karte)                                              | 2. Hälfte 19. Jahrhundert | Baugeschichtlich von Bedeutung, Obergeschoss Fachwerk zweifarbig verschiefert, schöner Granittürstock, Dachhecht, spätes Beispiel ländlicher Holzbauweise | 08962339 |
| Direkt Bild zu diesem Denkmal hochladen | Wohnhaus (Umgebinde) | Hintere Dorfstraße 45 (Karte)                                              | Nach 1800 | Baugeschichtlich von Bedeutung, Doppelstubenhaus, Obergeschoss Fachwerk verkleidet | 08962429 |
| Direkt Bild zu diesem Denkmal hochladen | Wohnstallhaus (Umgebinde) und Scheune eines kleinen Zweiseithofes | Hintere Dorfstraße 57 (Karte)                                              | Bezeichnet mit 1840 (Türgewände) | Baugeschichtlich und wirtschaftsgeschichtlich von Bedeutung, am Wohnhaus Obergeschoss Fachwerk verbrettert, schöner Granittürstock, Fachwerk-Scheune | 08962341 |
| Direkt Bild zu diesem Denkmal hochladen | Wohnhaus (Umgebinde) | Hohlweg 3 (Karte)                                                          | 1. Hälfte 19. Jahrhundert | Baugeschichtlich von Bedeutung, Obergeschoss Fachwerk zweifarbig verschiefert, schöner Granittürstock | 08962391 |
| Direkt Bild zu diesem Denkmal hochladen | Wohnhaus (Umgebinde) | Hohlweg 4 (Karte)                                                          | Um 1850 | Baugeschichtlich von Bedeutung, Obergeschoss Fachwerk verkleidet, einfaches Beispiel regionaltypischer Holzbauweise | 08962392 |
| Direkt Bild zu diesem Denkmal hochladen | Wohnhaus (Umgebinde) | Hohlweg 6 (Karte)                                                          | 1. Hälfte 19. Jahrhundert | Baugeschichtlich von Bedeutung, eingeschossiges Umgebindehaus, einfaches Beispiel regionaltypischer Holzbauweise | 09301479 |
| Direkt Bild zu diesem Denkmal hochladen | Wohnhaus (Umgebinde) | Hohlweg 7 (Karte)                                                          | 1. Hälfte 19. Jahrhundert | Baugeschichtlich von Bedeutung, Obergeschoss Fachwerk | 09301480 |
| Direkt Bild zu diesem Denkmal hochladen | Wohnstallhaus (Umgebinde) und drei Seitengebäude eines Bauernhofes | Hohlweg 8 (Karte)                                                          | Bezeichnet mit 1842 (Türgewände); 2. Hälfte 19. Jahrhundert (Seitengebäude)                                                              | Baugeschichtlich und wirtschaftsgeschichtlich von Bedeutung, am Wohnhaus Obergeschoss Fachwerk, schöner Granittürstock und Umgebinde mit kannelierten Säulen, ein in der Struktur erhaltener, stark ortsbildprägender Bauernhof | 08962385 |
| Direkt Bild zu diesem Denkmal hochladen | Wohnstallhaus (Umgebinde) | Hohlweg 10 (Karte)                                                         | Kern wahrscheinlich 17. Jahrhundert | Baugeschichtlich und wissenschaftlich von Bedeutung, Obergeschoss Fachwerk, schöner Türstock, gehört wohl zur ältesten noch erhaltenen Generation hiesiger Holzbauweise | 08962394 |
| Direkt Bild zu diesem Denkmal hochladen | Wohnstallhaus (Umgebinde) | Hohlweg 11 (Karte)                                                         | 18. Jahrhundert | Baugeschichtlich von Bedeutung, Obergeschoss Fachwerk ornamental verschiefert, hochgradig im ursprünglichen Aussehen erhalten, ortsbildprägend | 08962393 |
| Direkt Bild zu diesem Denkmal hochladen | Wohnhaus (Umgebinde) | Im Winkel 1 (Karte)                                                        | 1. Hälfte 19. Jahrhundert, womöglich älter                                                                                               | Baugeschichtlich von Bedeutung, Obergeschoss Fachwerk verkleidet | 08962382 |
| Direkt Bild zu diesem Denkmal hochladen | Wohnhaus (Umgebinde) | Im Winkel 2 (Karte)                                                        | 1. Hälfte 19. Jahrhundert | Baugeschichtlich von Bedeutung, Obergeschoss Fachwerk ornamental verbrettert, Umgebinde mit kannelierten Säulen, ortsbildprägender Bestandteil des malerischen Hang-Ensembles | 08962380 |
| Direkt Bild zu diesem Denkmal hochladen | Ausgedinge (Umgebinde) eines kleinen Zweiseithofes | Im Winkel 3 (Karte)                                                        | Um 1850 | Baugeschichtlich und sozialgeschichtlich von Bedeutung, Obergeschoss Fachwerk verschiefert, ehemals ein Auszugshaus (siehe auch Im Winkel 4), ortsbildprägende Lage am Hang | 08962379 |
| Direkt Bild zu diesem Denkmal hochladen | Wohnhaus eines kleinen Zweiseithofes | Im Winkel 4 (Karte)                                                        | 1. Hälfte 19. Jahrhundert | Baugeschichtlich von Bedeutung, ehemaliges Umgebindehaus, Obergeschoss Fachwerk verbrettert, ortsbildprägende Lage am Hang (siehe auch Im Winkel 3) | 08962381 |
| Direkt Bild zu diesem Denkmal hochladen | Kirchschule (mit Gedenktafel für G. Merkel) | Kirchweg 2 (Karte)                                                         | 1862 | Von ortshistorischer Bedeutung, ein Gründerzeithaus, Geburtshaus von Gustav Merkel (1827–1885), Hoforganist in Dresden | 08962253 |
|                                         | Wohnhaus | Kirchweg 3 (Karte)                                                         | 18. Jahrhundert | Baugeschichtlich von Bedeutung, Obergeschoss Fachwerk verschiefert (zum großen Teil zweifarbig), ehemaliges Umgebindehaus, trotz baulicher Veränderungen aufgrund des Fachwerk-Alters und wegen des Ortsbildes denkmalwürdig | 08962270 |
| Direkt Bild zu diesem Denkmal hochladen | Wohnhaus (Umgebinde) | Kirchweg 4 (Karte)                                                         | 1. Hälfte 19. Jahrhundert | Baugeschichtlich von Bedeutung, Doppelstubenhaus, Obergeschoss Fachwerk, seltener hölzerner Türstock | 08962254 |
| Weitere Bilder                          | Wohnhaus (Umgebinde) | Kirchweg 5 (Karte)                                                         | 1. Hälfte 19. Jahrhundert | Baugeschichtlich von Bedeutung, Obergeschoss Fachwerk zweifarbig ornamental verschiefert, ortsbildprägender Bestandteil der Auen-Baustruktur | 08962269 |
|                                         | Wohnhaus (Umgebinde) | Kirchweg 7 (Karte)                                                         | Wohl ursprünglich 18. Jahrhundert | Baugeschichtlich von Bedeutung, Obergeschoss Fachwerk verkleidet, ortsbildprägender Bestandteil der Auen-Baustruktur | 08962267 |
| Weitere Bilder                          | Wohnhaus (Umgebinde) | Kirchweg 9 (Karte)                                                         | Um 1800 | Baugeschichtlich von Bedeutung, Obergeschoss Fachwerk verkleidet, schöner Granittürstock, ortsbildprägender Bestandteil der Auen-Baustruktur, wissenschaftlich-dokumentarischer Wert | 08962268 |
| Direkt Bild zu diesem Denkmal hochladen | Wohnhaus (Umgebinde) | Kretschamweg 2 (Karte)                                                     | 1. Hälfte 19. Jahrhundert | Baugeschichtlich von Bedeutung, Obergeschoss Fachwerk, weitgehend im ursprünglichen Aussehen erhalten | 08962415 |
| Direkt Bild zu diesem Denkmal hochladen | Wohnhaus (Umgebinde) | Kretschamweg 4 (Karte)                                                     | 1. Hälfte 19. Jahrhundert | Baugeschichtlich von Bedeutung, Obergeschoss Fachwerk verschiefert, Konstruktion weitgehend intakt, Umgebinde mit kannelierten Säulen | 08962414 |
| Direkt Bild zu diesem Denkmal hochladen | Wohnhaus (Umgebinde) | Kretschamweg 7 (Karte)                                                     | Um 1800 | Baugeschichtlich von Bedeutung, Obergeschoss Fachwerk ortstypisch zweifarbig verschiefert | 08962417 |
| Direkt Bild zu diesem Denkmal hochladen | Wohnhaus (Umgebinde) | Langer Garten 3 (Karte)                                                    | Um 1850 | Baugeschichtlich von Bedeutung, eingeschossiges Umgebindehaus, Doppelstubenhaus, gut im ursprünglichen Aussehen erhalten, in ortsbildprägender Hanglage | 08962135 |
| Direkt Bild zu diesem Denkmal hochladen | Wohnstallhaus (Umgebinde) | Langer Garten 4 (Karte)                                                    | Ende 18. Jahrhundert | Baugeschichtlich von Bedeutung, Obergeschoss Fachwerk verkleidet, weitgehend im regionaltypischen Aussehen erhalten | 08962134 |
| Direkt Bild zu diesem Denkmal hochladen | Wohnhaus | Langer Garten 6 (Karte)                                                    | 1. Hälfte 19. Jahrhundert | Baugeschichtlich von Bedeutung, Obergeschoss Fachwerk, sorgfältig verbrettert, regionaltypisch | 08962136 |
|                                         | Wohnhaus (Umgebinde) | Langer Garten 7 (Karte)                                                    | Um 1850 | Baugeschichtlich von Bedeutung, Obergeschoss Fachwerk zum Teil verbrettert, in der Konstruktion erhalten | 08962137 |
|                                         | Wohnstallhaus (Umgebinde) | Langer Garten 8 (Karte)                                                    | Nach 1800 | Baugeschichtlich von Bedeutung, Obergeschoss Fachwerk verkleidet, an ortsbildprägender Stelle | 08962140 |
|                                         | Wohnstallhaus (Umgebinde) | Langer Garten 10 (Karte)                                                   | 1. Hälfte 19. Jahrhundert | Baugeschichtlich von Bedeutung, Obergeschoss Fachwerk, Giebel aufwendig verbrettert, Dachhecht, hochgradig ursprünglich erhalten, an ortsbildprägender Stelle | 08962139 |
| Weitere Bilder                          | Wohnstallhaus (Umgebinde) und Ausgedingehaus (ehemaliger Kuhstall) eines Dreiseithofes | Langer Garten 11 (Karte)                                                   | Bezeichnet mit 1788 (Balken, innen) | Baugeschichtlich und sozialgeschichtlich von Bedeutung, stattliches Wohnstallhaus, Obergeschoss Fachwerk verkleidet, gequaderte Umgebinde-Ständer, Wohnstallhaus weitgehend im ursprünglichen Aussehen erhalten | 08962138 |
| Direkt Bild zu diesem Denkmal hochladen | Wohnstallhaus (Umgebinde) eines ehemaligen Vierseithofes | Langer Garten 12 (Karte)                                                   | Bezeichnet mit 1808 (altes Türgewände, Innenhof)                                                                                         | Baugeschichtlich von Bedeutung, stattliches Wohnstallhaus, Obergeschoss Fachwerk, schönes Eingangsportal, ortsbildprägend | 08962174 |
| Weitere Bilder                          | Neumann-Mühle | Langer Garten 13 (Karte)                                                   | Bezeichnet mit 1867 (Wetterfahne) | Bockwindmühle, technikgeschichtlich von Bedeutung, gut im ursprünglichen Aussehen erhalten, ein Wahrzeichen von Oderwitz | 08962175 |
|                                         | Wohnhaus (Umgebinde) | Langer Garten 14 (Karte)                                                   | Um 1800 | Baugeschichtlich von Bedeutung, Obergeschoss Fachwerk, teils verschiefert (Giebelseite mit Sonne), teils verbrettert, schöner Türstock, in regionaltypischer Konstruktion und Aussehen erhalten | 08962172 |
| Weitere Bilder                          | Wohnhaus (Umgebinde) | Langer Garten 15 (Karte)                                                   | Bezeichnet mit 1807 (Türgewände) | Baugeschichtlich von Bedeutung, Obergeschoss Fachwerk verbrettert, in Konstruktion und Aussehen weitgehend erhalten | 08962173 |
|                                         | Wohnhaus (Umgebinde) | Langer Garten 16 (Karte)                                                   | Um 1850, Kern womöglich älter | Baugeschichtlich von Bedeutung, Obergeschoss Fachwerk verkleidet, in der Konstruktion erhalten, einfaches Beispiel regionaltypischer Holzbauweise | 08962171 |
| Weitere Bilder                          | Wohnhaus (Umgebinde) | Langer Garten 17 (Karte)                                                   | 1. Hälfte 19. Jahrhundert | Baugeschichtlich von Bedeutung, Doppelstubenhaus, Obergeschoss Fachwerk, schöner Granittürstock, hochgradig im ursprünglichen Sinne erhalten | 08962176 |
| Weitere Bilder                          | Wohnhaus (Umgebinde) | Langer Garten 18 (Karte)                                                   | Ende 18. Jahrhundert | Baugeschichtlich von Bedeutung, Obergeschoss Fachwerk zweifarbig verschiefert, gut in Konstruktion und Aussehen erhalten | 08962169 |
| Weitere Bilder                          | Wohnstallhaus (Umgebinde) und Scheune eines Zweiseithofes | Langer Garten 25 (Karte)                                                   | Bezeichnet mit 1826 (Türgewände) | Baugeschichtlich und wirtschaftsgeschichtlich von Bedeutung, breitgelagertes Wohnstallhaus, Obergeschoss Fachwerk zweifarbig verschiefert, mit schönem Eingangsportal, ungewöhnlich breites Umgebinde, Fachwerk-Scheune | 08962178 |
| Direkt Bild zu diesem Denkmal hochladen | Wohnhaus (Umgebinde) | Langer Garten 27 (Karte)                                                   | 1. Hälfte 19. Jahrhundert | Baugeschichtlich von Bedeutung, Obergeschoss Fachwerk verkleidet, Konstruktion weitgehend erhalten | 08962432 |
|                                         | Wohnhaus (Umgebinde) | Langer Garten 28 (Karte)                                                   | Um 1850 | Baugeschichtlich von Bedeutung, Obergeschoss Fachwerk verkleidet, an ortsbildprägender Stelle, in der Konstruktion erhalten | 08962168 |
| Weitere Bilder                          | Wohnhaus (Umgebinde) | Mittelweg 1 (Karte)                                                        | Ende 19. Jahrhundert | Baugeschichtlich von Bedeutung, Obergeschoss Fachwerk zum Teil verbrettert, einfaches Beispiel später Holzbauweise, schöner Granittürstock, aufwändig verzierter Dachhecht | 08962191 |
| Direkt Bild zu diesem Denkmal hochladen | Bauernhof mit allen Bestandteilen | Mühlweg 7, 9 (Karte)                                                       | 2. Hälfte 18. Jahrhundert (Wohnstallhaus); bezeichnet mit 1884 (südliches Seitengebäude); vor 1890 (nördliches Seitengebäude)            | Wohnstallhaus mit Umgebinde, ein Nebengebäude im Norden und zwei im südöstlichen Winkel des Hofes, Wohnstallhaus überaus stattlich, links der Haustür und am talwärtigen Giebel drei Umgebindeachsen, Haustür massiv eingebunden, Obergeschoss in Fachwerk, das Dach ein Krüppelwalmdach, Blockstube mit Holzbalkendecke und Holz-Schiebeläden, das gesamte Erdgeschoss mit Flur, hinteren Räumen und großem Stall gewölbt, Obergeschoss mit typischem langen Gang mit Kammern, sehr alt und authentisch, bau- und ortsgeschichtliche Bedeutung | 09307506 |
| Weitere Bilder                          | Wohnhaus (Umgebinde) über Hakengrundriss | Mühlweg 13 (Karte)                                                         | Bezeichnet mit 1864 (Türgewände) | Baugeschichtlich von Bedeutung, Obergeschoss Fachwerk, Dachhecht, weitgehend ursprünglich erhalten, an ortsbildprägender Stelle | 08962152 |
| Weitere Bilder                          | Wohnstallhaus (Umgebinde) | Mühlweg 15 (Karte)                                                         | Um 1850 | Baugeschichtlich von Bedeutung, Obergeschoss Fachwerk verschiefert, Dachhecht, ortsbildprägend | 08962170 |
| Direkt Bild zu diesem Denkmal hochladen | Wohnhaus | Querweg 2 (Karte)                                                          | 1. Hälfte 19. Jahrhundert | Baugeschichtlich von Bedeutung, Fachwerk-Obergeschoss zweifarbig ornamental verschiefert, ortsbildprägend | 09301486 |
| Weitere Bilder                          | Wohnhaus (Umgebinde) | Querweg 6 (Karte)                                                          | 1. Hälfte 19. Jahrhundert | Baugeschichtlich von Bedeutung, eingeschossiges Doppelstubenhaus, Dachhecht, gut im Sinne des ursprünglichen Aussehens restauriert | 08962239 |
| Direkt Bild zu diesem Denkmal hochladen | Felsenkeller | Querweg 10 (unterhalb) (Karte)                                             | 19. Jahrhundert | Wirtschaftsgeschichtlich von Bedeutung | 08962238 |
| Direkt Bild zu diesem Denkmal hochladen | Wohnhaus | Querweg 14 (Karte)                                                         | 18. Jahrhundert | Baugeschichtlich von Bedeutung, Obergeschoss Fachwerk zweifarbig ornamental verschiefert, trotz Veränderungen wegen der alten Holzkonstruktion relevant | 08962240 |
| Weitere Bilder                          | Wohnhaus (Umgebinde) | Rosenstraße 2 (Karte)                                                      | 2. Hälfte 19. Jahrhundert | Baugeschichtlich von Bedeutung, Obergeschoss Fachwerk, zum Teil verkleidet, spätes Beispiel regionaltypischer Holzbauweise | 08962166 |
| Direkt Bild zu diesem Denkmal hochladen | Straßenbrücke über das Landwasser | Ruppersdorfer Straße (Karte)                                               | Um 1880 | Baugeschichtlich und verkehrsgeschichtlich von Bedeutung | 09301474 |
|                                         | Wohnhaus (Umgebinde, Doppelhaus mit Nr. 7) | Schmiedegasse 5 (Karte)                                                    | 1. Hälfte 19. Jahrhundert | Baugeschichtlich von Bedeutung, Obergeschoss Fachwerk verkleidet | 09301487 |
| Direkt Bild zu diesem Denkmal hochladen | Wohnhaus (Umgebinde) | Schmiedegasse 6 (Karte)                                                    | 18. Jahrhundert | Baugeschichtlich von Bedeutung, Obergeschoss Fachwerk verschiefert, hochgradig im ursprünglichen Aussehen erhalten | 08962353 |
|                                         | Wohnhaus (Umgebinde, Doppelhaus mit Nr. 5) | Schmiedegasse 7 (Karte)                                                    | Um 1800 | Baugeschichtlich von Bedeutung, Obergeschoss Fachwerk verbrettert, weitgehend in der Konstruktion erhalten | 08962351 |
|                                         | Wohnhaus (Umgebinde) | Schmiedegasse 9 (Karte)                                                    | Um 1800 | Baugeschichtlich von Bedeutung, Obergeschoss Fachwerk verschiefert, trotz Veränderungen in der Fachwerk-Konstruktion in Kubatur und Dachstuhl erhalten, an ortsbildprägender Stelle | 08962424 |
| Direkt Bild zu diesem Denkmal hochladen | Wohnstallhaus (Umgebinde) | Schmiedegasse 10 (Karte)                                                   | 1. Hälfte 19. Jahrhundert | Baugeschichtlich von Bedeutung, Obergeschoss Fachwerk verbrettert, Dachhecht | 08962352 |
| Weitere Bilder                          | Wohnhaus (Umgebinde) | Uferweg 1 (Karte)                                                          | Wahrscheinlich 18. Jahrhundert | Baugeschichtlich von Bedeutung, Doppelstubenhaus, Obergeschoss Fachwerk, bemerkenswerter frühklassizistischer Türstock und schönes Türblatt, architektonisch wertvolles Gebäude, stark ortsbildprägend, konstitutiv für die reizvolle Umgebungsstruktur | 08962185 |
| Weitere Bilder                          | Wohnhaus (Umgebinde) mit kleinem Seitengebäude | Uferweg 7 (Karte)                                                          | Um 1850 | Baugeschichtlich von Bedeutung, Fachwerk-Obergeschoss des Wohnhauses und Drempel des Seitengebäudes zweifarbig verschiefert, schöner Granittürstock, stark ortsbildprägend für die reizvolle Umgebungsstruktur | 08962184 |
| Weitere Bilder                          | Wohnhaus (Umgebinde) | Viebig 1 (Karte)                                                           | 2. Hälfte 19. Jahrhundert | Baugeschichtlich von Bedeutung, Obergeschoss Fachwerk verbrettert, Umgebinde mit Profilsäulen, schöner Granittürstock, gut im ursprünglichen Aussehen erhalten | 08962194 |
| Direkt Bild zu diesem Denkmal hochladen | Wohnhaus (Umgebinde) | Viebig 13 (Karte)                                                          | 1. Hälfte 19. Jahrhundert | Baugeschichtlich von Bedeutung, schöner Granittürstock, Obergeschoss Fachwerk, Giebelseite verschiefert | 08962195 |
| Direkt Bild zu diesem Denkmal hochladen | Wohnhaus (Umgebinde) | Webergasse 2 (Karte)                                                       | 1. Hälfte 19. Jahrhundert | Baugeschichtlich von Bedeutung, Obergeschoss Fachwerk | 08962409 |
| Direkt Bild zu diesem Denkmal hochladen | Wohnhaus (Umgebinde) | Webergasse 4 (Karte)                                                       | 2. Hälfte 19. Jahrhundert | Baugeschichtlich von Bedeutung, Obergeschoss Fachwerk zweifarbig verschiefert, spätes Beispiel regionaltypischer Holzbauweise | 08962402 |
| Direkt Bild zu diesem Denkmal hochladen | Wohnstallhaus mit Seitengebäude und verbindendem Torbogen eines Bauernhofes | Webergasse 7 (Karte)                                                       | 1. Hälfte 19. Jahrhundert (Wohnstallhaus); nach 1900 (Seitengebäude)                                                                     | Wirtschaftsgeschichtlich und baugeschichtlich von Bedeutung, ehemaliges Umgebindehaus, Obergeschoss Fachwerk mit ornamentaler Blechverkleidung | 08962405 |
| Direkt Bild zu diesem Denkmal hochladen | Wohnhaus (Umgebinde) | Webergasse 9 (Karte)                                                       | 1. Hälfte 19. Jahrhundert | Baugeschichtlich von Bedeutung, Obergeschoss Fachwerk | 08962403 |
| Direkt Bild zu diesem Denkmal hochladen | Wohnhaus (Umgebinde) | Webergasse 11 (Karte)                                                      | 1. Hälfte 19. Jahrhundert | Baugeschichtlich von Bedeutung, Obergeschoss Fachwerk, Dachhecht, weitgehend im ursprünglichen Aussehen erhalten | 08962404 |
| Weitere Bilder                          | Wohnhaus (Umgebinde) | Wiesengrund 1 (Karte)                                                      | Um 1850 | Baugeschichtlich von Bedeutung, Obergeschoss Fachwerk verbrettert, Giebelseite zweifarbig verschiefert | 08962229 |
| Direkt Bild zu diesem Denkmal hochladen | Stattliches Wohnstallhaus (Umgebinde) | Zum Kühnelberg 2 (Karte)                                                   | Um 1800 | Baugeschichtlich von Bedeutung, Obergeschoss Fachwerk verkleidet, weitgehend im regionaltypischen Aussehen erhalten | 08962177 |
| Weitere Bilder                          | Rittergut Oberoderwitz (Sachgesamtheit) | Zur Lindenallee 5, 7, 10, 12, 14, 14a, 14c (Hintere Dorfstraße 51) (Karte) | 19. Jahrhundert / Anfang 20. Jahrhundert                                                                                                 | Sachgesamtheit Rittergut Oberoderwitz mit folgenden Einzeldenkmalen: Herrenhaus und Verwaltungsgebäude (siehe auch Einzeldenkmal 08962340) sowie mit folgenden Sachgesamtheitsteilen: das umgebende parkähnliche Areal (Gartendenkmal) sowie die Lindenallee zur Birkmühle und der gesamte Wirtschaftshof (besonders die Wirtschaftsbauten Hintere Dorfstraße 51 und Zur Lindenallee 14c); baugeschichtlich, ortsgeschichtlich und künstlerisch von Bedeutung | 09301471 |
| Weitere Bilder                          | Herrenhaus und Verwaltungsgebäude (Einzeldenkmale zu ID-Nr. 09301471) | Zur Lindenallee 5, 7 (Karte)                                               | Um 1910 | Einzeldenkmale der Sachgesamtheit Rittergut Oberoderwitz; baugeschichtlich und architektonisch-künstlerisch von Bedeutung, das Herrenhaus des Rittergutes ein jüngerer Bau im Reformstil um 1910, zum Ort hin dominanter Portikus, im Ort singulär | 08962340 |

## Streichungen von der Denkmalliste
| Bild                                    | Bezeichnung          | Lage                    | Datierung                                  | Beschreibung | ID       |
| --------------------------------------- | -------------------- | ----------------------- | ------------------------------------------ | --- | -------- |
| Direkt Bild zu diesem Denkmal hochladen | Wohnhaus (Umgebinde) | Dorfstraße 86 (Karte)   | Um 1800                                    | Baugeschichtlich von Bedeutung, Doppelstubenhaus, Obergeschoss Fachwerk verschiefert, Konstruktion erhalten, ortsbildprägend. Zwischen 2020 und 2022 abgerissen.                                                                                     | 08962218 |
| Direkt Bild zu diesem Denkmal hochladen | Wohnhaus (Umgebinde) | Dorfstraße 149 (Karte)  | Um 1850                                    | Baugeschichtlich von Bedeutung, Doppelstubenhaus, Obergeschoss Fachwerk, mit reicher ornamentaler Verbretterung, schöner Granittürstock, Dachhecht, spätes Beispiel der ländlichen Holzbauweise, ortsbildprägend. Zwischen 2010 und 2013 abgerissen. | 08962236 |
| Weitere Bilder                          | Fabrikantenvilla     | Hauptstraße 103 (Karte) | 1880er Jahre                               | Bau- und ortsgeschichtlich von Bedeutung, aufwendig dekorierter Gründerzeitbau mit Schweizerstil-Anklängen, im Ort singulär, gehörte zur benachbarten Fabrik „Mechanische Weberei Paul Elias“. 2024 abgerissen.                                      | 08962263 |
| Direkt Bild zu diesem Denkmal hochladen | Wohnhaus (Umgebinde) | Hauptstraße 116 (Karte) | 1. Hälfte 19. Jahrhundert, womöglich älter | Baugeschichtlich von Bedeutung, Umgebinde mit kannelierten Säulen, Obergeschoss Fachwerk zweifarbig verschiefert, schöner Dachhecht, straßenbildprägend. Zwischen 2014 und 2019 aus der Denkmalliste gestrichen                                      | 08962386 |
| Weitere Bilder                          | Wohnhaus, Umgebinde  | Mühlweg 1 (Karte)       | 1. Hälfte 19. Jahrhundert                  | Linker Teil eines Doppelhauses, baugeschichtlich von Bedeutung. Zwischen 2014 und 2019 aus der Denkmalliste gestrichen | 09304810 |

## Tabellenlegende
- Bild: Bild des Kulturdenkmals, ggf. zusätzlich mit einem Link zu weiteren Fotos des Kulturdenkmals im Medienarchiv Wikimedia Commons. Wenn man auf das Kamerasymbol klickt, können Fotos zu Kulturdenkmalen aus dieser Liste hochgeladen werden:
- Bezeichnung: Denkmalgeschützte Objekte und ggf. Bauwerksname des Kulturdenkmals
- Lage: Straßenname und Hausnummer oder Flurstücknummer des Kulturdenkmals. Die Grundsortierung der Liste erfolgt nach dieser Adresse. Der Link (Karte) führt zu verschiedenen Kartendiensten mit der Position des Kulturdenkmals. Fehlt dieser Link, wurden die Koordinaten noch nicht eingetragen. Sind diese bekannt, können sie über ein Tool mit einer Kartenansicht einfach nachgetragen werden. In dieser Kartenansicht sind Kulturdenkmale ohne Koordinaten mit einem roten bzw. orangen Marker dargestellt und können durch Verschieben auf die richtige Position in der Karte mit Koordinaten versehen werden. Kulturdenkmale ohne Bild sind an einem blauen bzw. roten Marker erkennbar.
- Datierung: Baubeginn, Fertigstellung, Datum der Erstnennung oder grobe zeitliche Einordnung entsprechend des Eintrags in der sächsischen Denkmaldatenbank
- Beschreibung: Kurzcharakteristik des Kulturdenkmals entsprechend des Eintrags in der sächsischen Denkmaldatenbank, ggf. ergänzt durch die dort nur selten veröffentlichten Erfassungstexte oder zusätzliche Informationen
- ID: Vom Landesamt für Denkmalpflege Sachsen vergebene, das Kulturdenkmal eindeutig identifizierende Objekt-Nummer. Der Link führt zum PDF-Denkmaldokument des Landesamtes für Denkmalpflege Sachsen. Bei ehemaligen Kulturdenkmalen können die Objektnummern unbekannt sein und deshalb fehlen bzw. die Links von aus der Datenbank entfernten Objektnummern ins Leere führen. Ein ggf. vorhandenes Icon  führt zu den Angaben des Kulturdenkmals bei Wikidata.